# Rickardite
La rickardite è un minerale scoperto nel 1903 il cui nome è stato attribuito in onore dell'ingegnere minerario anglo-statunitense Thomas Arthur Rickard.

## Origine e giacitura
L'origine della rickardite è magmatica idrotermale a bassa temperatura.

## Forma in cui si presenta in natura
La rickardite si presenta in masse compatte.